# Římskokatolická farnost Brtnice
Římskokatolická farnost Brtnice je územní společenství římských katolíků s farním kostelem svatého Jakuba Většího v děkanství jihlavském.

## Historie farnosti
Farní kostel svatého Jakuba v gotickém stylu již stál ve 13. století, mezi roky 1776–1784 byl po požáru přestavěn do barokní podoby.
V 16. století zde působila Jednota českých bratří. Prvním katolickým farářem byl Jan Chytraeus, poté přišli do Brtnice jezuité z Jihlavy. Ti konali misie až do roku 1634, kdy katolicismus v Brtnici definitivně zvítězil. Stavba zámeckého kostela začala v roce 1588 a původně šlo o evangelickou modlitebnu zasvěcenou sv. Matoušovi. Rekonstrukce na zámecký kostel Nanebevzetí Panny Marie začala v roce 1629, k vysvěcení kostela a jeho předání mnichům Pavlánům došlo 19. srpna 1641. Ty přivedl do Brtnice hrabě Rombald XIII. z Itálie a založil pro ně také klášter, který v roce 1727 vyhořel, takže byl dostavěn až po jeho smrti. Pavláni byli v Brtnici až do roku 1784, kdy byl klášter přeměněn na továrnu.

## Duchovní správci
Administrátorem farnosti od srpna 2012 do července 2022 byl R. D. Mgr. Petr Balát. Ten byl s platností od srpna 2017 jmenován farářem. Od 1. srpna 2022 byl administrátorem farnosti P. Mgr. Jindřich Martin Poláček, OP. Dne 1. srpna 2023 se farářem stal R. D. Jaroslav Sojka.

## Bohoslužby
| Kostel                                                   | Místo        | Bohoslužba (den) | Hodina      | Poznámka        |
| -------------------------------------------------------- | ------------ | ---------------- | ----------- | --------------- |
| svatého Jakuba Většího                                   | Brtnice      | neděle úterý     | 10.00 18.00 | farní kostel    |
| svatého Antonína Paduánského                             | Panská Lhota | sobota           | 18.15       | filiální kostel |
| blahoslavené Juliány z Collalta a sv. Karla Boromejského | Brtnice      |                  |             | filiální kostel |
| svaté Barbory                                            | Příseka      | sobota           | 17.00       | filiální kostel |

## Aktivity ve farnosti
Podle sčítání věřících se nedělních bohoslužeb 12. října 2014 zúčastnilo celkem 258 farníků. 
Dnem vzájemných modliteb farností za bohoslovce a bohoslovců za farnosti brněnské diecéze je 23. leden. Adorační den připadá na 1. září.
Každoročně se ve farnosti koná tříkrálová sbírka. V roce 2015 se při ní vybralo 83 179 korun. Výnos sbírky v roce 2016 činil 91 921 korun. O rok později dosáhl výtěžek v Brtnici a okolí při sbírce 113 966 korun.
Během roku 2017 farnost opravila věž klášterního kostela bl. Juliány, ve které bude umístěna expozice dějin města. V srpnu téhož roku bylo otevřeno dětské hřiště na farní zahradě.